# Anders Westenholz
Anders Regnar Westenholz (21. oktober 1936 - 21. november 2010) var en dansk psykolog og forfatter. 
Anders Westenholz blev født i København og blev student i 1955, og færdiguddannet som psykolog i 1969. Fra 1969-1976 var han ansat i Dansk Arbejdsgiverforening. Han er optaget i Kraks Blå Bog. Han har modtaget støtte fra Statens Kunstfond otte gange i løbet af sin karriere som forfatter. I 1981 modtog han Gyldendals Boglegat og i 1988 Johannes Ewalds Legat. I 1974 modtog han RAIs (Italiens modstykke til DR) Prix Italia for sit radiospil Skriget fra Golgatha.
Anders Westenholz døde d. 21. november 2010. Han blev bisat fra Holmens Kirkes Kapel d. 28. november kl. 11.00. Han blev 74 år.

## Familie og slægtskab
Anders Regnar Westenholz er søn af cand.polyt. Erik Aage Westenholz og Birgitte Marie Schiøler. Hans farfar var Aage Westenholz, der var bror til Ingeborg Westenholz og morbror til Karen Blixen. Han har to yngre brødre, mag.art. i assyriologi, Christian Felix Aage Westenholz og Thomas Erik Westenholz. Han blev gift 22. februar 1966 med Lene Kristine Søndergaard, der d. 17. august samme år fødte ham datteren Anne Ursula Westenholz.

## Forfatterskab
Anders Westenholz' forfatterskab falder primært i fire grupper: skønlitterære værker, faglitterære værker om psykologi, biografiske værker om Vilhelm Jung og værker om sin grandtante Karen Blixens liv og litterære virke. Han er endvidere krediteret som idémand til to afsnit af den folkekære tv-serie, Huset på Christianshavn, nemlig #64, Karlas kald, med manuskript af Karen Smith og #68, Dagen efter dagen derpå, med manuskript af Henning Bahs.
Skønlitterært har han både skrevet lyrik, noveller, romaner og radiodramatik, og genremæssigt har han beskæftiget sig med både socialrealisme og fantastik. Han har i løbet af sit forfatterskab eksperimenteret meget med genrer og sprogstrukturer, hvilket i sin tid fik Poul Borum til at skrive om ham i en anmeldelse: "Anders Westenholz er svær at læse, men al besværet værd".
Det er fantastikken, der dominerer Anders Westenholz' forfatterskab, og han er en af de første danske forfattere, der beskæftigede sig seriøst med fantasy, og han har også berørt new age. Og ikke kun med ungdommen, som han bl.a. har skrevet til, som målgruppe. Sammen med fx Erwin Neutzsky-Wulff er han blandt de få danske forfattere, der har skrevet fantastisk litteratur (fantasy, sci-fi, horror mv.) henvendt til et modent publikum.
Endvidere har han for en kort bemærkning bevæget sig ind i populærvidenskaben med sin bog Det er absolut relativt – føre og uføre i moderne fysik. Et værk, der beskæftiger sig med lægmands problemer med at tilegne sig netop populærvidenskabelige bøger om fysik. Den søger at revse denne populærvidenskab for at føre læseren ud i absurde selvmodsigelser, fordi den ikke udtrykker sig klart nok. Endvidere søger den i sin gennemgang af problemerne, fx Big Bang, sorte huller og tiden, at være lægmand behjælpelig med at komme til en bedre forståelse af dem. Ironisk nok er det blevet fremført, at Det er absolut relativt – føre og uføre i moderne fysik selv lider under de samme problemer, som den kritiserer.
Foruden sit virke som selvstændig forfatter, har Anders Westenholz også fungeret som oversætter. I den sammenhæng vil han nok være mest kendt for sin oversættelse af de amerikanske D&D-relaterede fantasy-serier, DragonLance Krøniker og DragonLance Legender af Margaret Weis & Tracy Hickman samt en række værker af bl.a. Stephen King.

#### Skønlitteratur
- Polyp, roman, Gyldendal, 1968
- Martyrium, roman, Gyldendal, 1970
- [Titel ukendt], novelle
i antologien Og: en tekstantologi; red. Per Højholt og Steffen Hejlskov Larsen, Schønberg, 1971
- Det syvende æg, roman, Gyldendal, 1972
- Stueantennen, hørespil, Danmarks Radio, 1972
- Venskab, evt. ægteskab, hørespil, Danmarks Radio, 1972
- Skriget fra Golgatha, hørespil, Danmarks Radio, 1973
- Glasmuren, roman, Gyldendal, 1981
- Solen er kommet nærmere: digtcyklus, lyrik, Gyldendal, 1983
- Den gamle fra havet, novelle
i antologien At ønske en pludselig forvandling: ny dansk prosa; red. Uffe Andreasen og Erik Skyum-Nielsen, Gyldendal, 1983
- Genkomsten, roman, Gyldendal, 1984
- Kommer straks, roman, Gyldendal, 1984 – sammen med Norman Lindtner
- Så I røgen?, roman, Gyldendal, 1985 – sammen med Norman Lindtner
- Teknisk uheld, roman, Gyldendal, 1986 – sammen med Norman Lindtner
- Den Udvalgte, roman, Gyldendal, 1986
- Den sorte influenza, roman, Gyldendal, 1987
- Avinags kærlighed: radiospil i 2 dele, hørespil, Danmarks Radio, 1987
- Søhestenes dal: roman i tre forspil og et coitus interruptus, roman, Gyldendal, 1990
- Rubindragernes kyst, roman, Gyldendal, 1993
- Dødesange, lyrik, Gyldendal, 1995
- Fluernes farve, roman, Gyldendal, 1996
- Fædrenes synder, roman, Forum, 2003
- Fanget i tiden, roman, Matufihus, 2004 – sammen med Damián Arguimbau
- LæseLyst 13: Mona Lisa på afveje (red. Liselotte Kulpa), roman; letlæsning Arkiveret 4. marts 2016 hos  Wayback Machine, Nyt Dansk Litteraturselskab/Bibliodan, 2005

Anders Westenholz' skuespil findes bevaret i Dramatisk Bibliotek på Det Kongelige Bibliotek.

#### Psykologisk faglitteratur
- Hvad er meningen?: over- og undertoner i den daglige samtale, om interpersonel kommunikation, Gyldendal, 1990
- Tale er guld: mere om over- og undertoner i den daglige samtale, om interpersonel kommunikation, Gyldendal, 1991
- Hvilken psykoterapi skal jeg vælge?, brugerguide om psykoterapi, Forum, 2004

#### Om Karen Blixen
- Kraftens horn: myte og virkelighed i Karen Blixens liv, Gyldendal, 1982
- Den glemte abe: mand og kvinde hos Karen Blixen, Gyldendal, 1985
- The Power of Aries: myth and reality in Karen Blixen's life, Louisiana State University Press, 1987 – oversat af Lise Kure-Jensen

#### Om Vilhelm Jung
- Sådan gik det til, biografi, Gyldendal, 1988 – sammen med Vilhelm Jung
- Det var det, biografi, Gyldendal, 1989 – sammen med Vilhelm Jung
- Så er det nok, biografi, Gyldendal, 1990 – sammen med Vilhelm Jung

#### Andet
- Kolde Fødder, skuespil, ikke trykt, 1974
- Det er absolut relativt: føre og uføre i moderne fysik, videnskabskritik, Forum, 2001